# Нижньострутинська сільська рада
Нижньострутинська сільська рада — орган місцевого самоврядування у Рожнятівському районі Івано-Франківської області з адміністративним центром у с. Нижній Струтинь.

## Загальні відомості
Водоймища на території, підпорядкованій даній раді: річки Чечва, водосховище.

## Населені пункти
Сільській раді підпорядковані населені пункти:
- с. Нижній Струтинь

## Склад ради
Рада складається з 20 депутатів та голови.

### Керівний склад ради
| ПІБ                     | Основні відомості                                                             | Дата обрання | Дата звільнення |
| ----------------------- | ----------------------------------------------------------------------------- | ------------ | --------------- |
| Марків Любов Михайлівна | Сільський голова, 1966 року народження, освіта, позапартійна                  | 26.03.2006   | 31.10.2010      |
| Марків Любов Михайлівна | Сільський голова, 1966 року народження, освіта незакінчена вища, позапартійна | 31.10.2010   |                 |

Примітка: таблиця складена за даними джерела